# Offline (film)
Offline (Modo Avião) è un film del 2020 diretto da César Rodrigues.
Film tratto da un soggetto di Jonathan Davis e Alberto Bremer sceneggiato da quest'ultimo con Renato Fagundes e Alice Name-Bomtempo. Ha come protagonisti Larissa Manoela, Erasmo Carlos, Katiuscia Canoro, André Frambach e Dani Ornellas.

## Trama
Come punizione per un incidente automobilistico mentre parla al cellulare, una influencer digitale viene inviata a casa di suo nonno in campagna, senza poter usare il cellulare e senza poter guidare.

## Produzione
Nell'aprile 2019, è stato annunciato durante l'evento Rio2C (Rio Creative Conference) 2019 che Netflix avrebbe prodotto il suo primo film commedia brasiliano interpretato da Larissa Manoela. Nel luglio 2019, è stato annunciato che Erasmo Carlos, Katiuscia Canoro, André Frambach e Dani Ornellas si sono uniti al cast del film.